# Canudos
Canudos là một đô thị thuộc bang Bahia, Brasil. Đô thị này có diện tích 2984,883 km², dân số năm 2007 là 13889 người, mật độ 24,94 người/km².